# NGC 6652
NGC 6652 (другие обозначения — GCL 98, ESO 395-SC11) — шаровое скопление в созвездии Стрелец.
Этот объект входит в число перечисленных в оригинальной редакции «Нового общего каталога».